# Madison Rayne
 (juin 2021).
Pour les articles homonymes, voir Rayne.
Ashley Nichole Simmons (née le 5 février 1986 à Columbus, Ohio), plus connue sous le pseudonyme de Madison Rayne, est une catcheuse américaine. Elle travaille actuellement à la All Elite Wrestling comme coach.
Elle a été cinq fois Championne féminine des Knockouts de la TNA et deux fois Championne par équipe des Knockouts de la TNA (en tant que membre des Beautiful People et avec Gail Kim). Elle est la seule femme à avoir détenu simultanément ces deux titres. 
Simmons et Nevaeh ont aussi été les toutes premières Championnes par équipe de la Shimmer.

## Carrière

### Wrestlicious (2009–2010)
En 2009, Lane prit part à la première saison de Wrestlicious, qui fut diffusée à la télévision en mars 2010. Au sein de cette fédération, elle joua le rôle d'une "Cheerleader" nommée Amber Lively. Elle débuta lors du troisième épisode de Takedown (diffusé le 17 mars), faisant équipe avec Lacey Von Erich et gagnant par disqualification contre Draculetta et White Magic. Lors de l'épisode de Takedown du 7 avril, Lively participa à une Hoedown Throwdown battle royal déterminant les deux challengers au Wrestlicious Championship, mais elle échoua à remporter le match.

### Total Nonstop Action Wrestling (2009-2013)

#### Championne des Knockouts par équipe, Championne des Knockouts, Beautiful People (2010-2011)
Le 8 mars 2010, Rayne et Sky gagnent le Championnat des Knockout par Équipe dans un Triple Threat Tag Team Match. À Lockdown, Rayne et Sky battent Tara et Angelina Love, défendant les titres par équipe et Rayne remportant, en effectuant le tombé sur Tara, le Championnat féminin des Knockout.

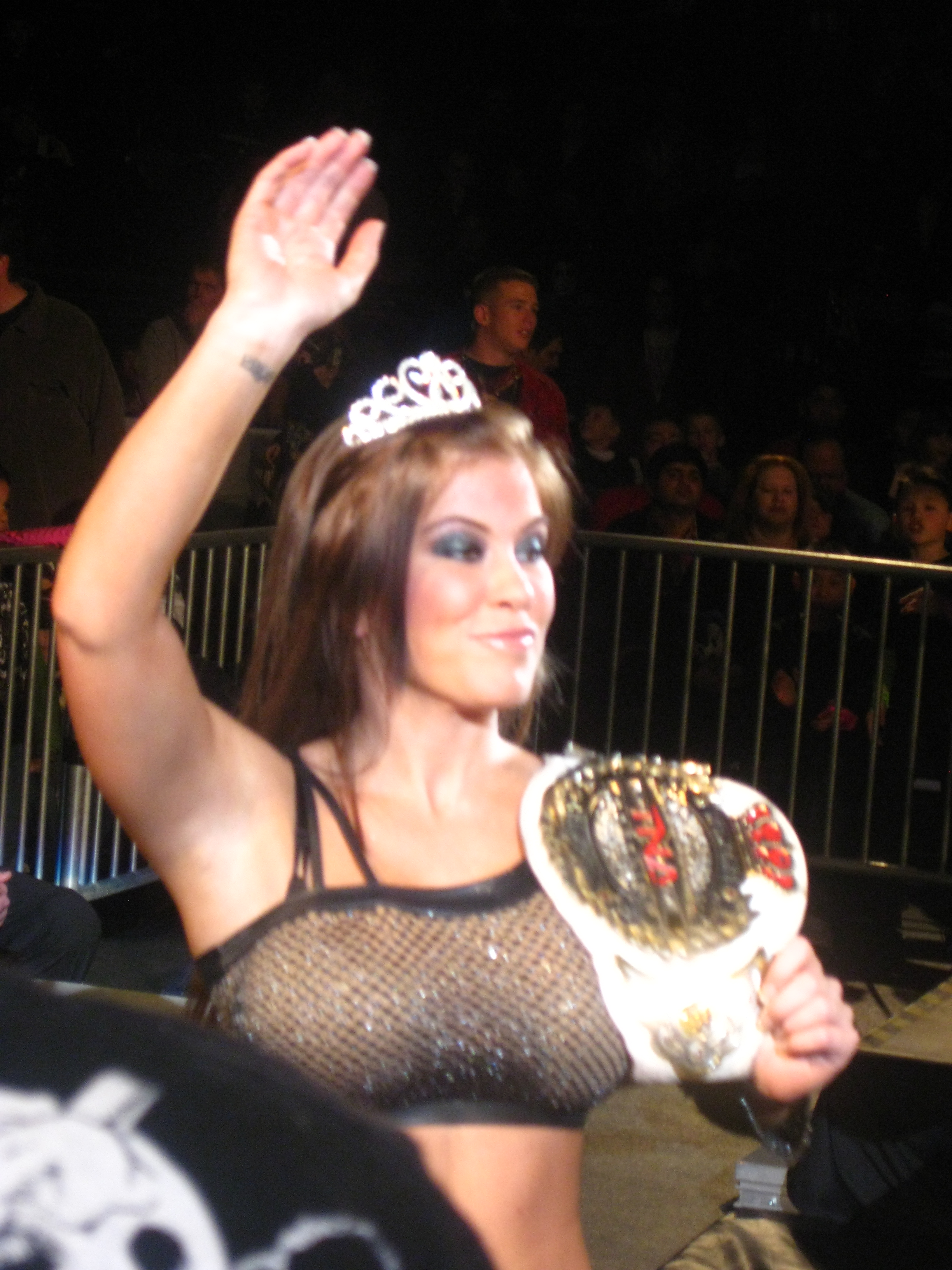
Rayne en tant que TNA Women's Knockout Championne

Rayne, en deux pay-per-views consécutifs, défend avec succès son titre et met fin aux carrières des deux femmes qui l'avaient défiées dans des Title vs Career match : d'abord Tara à TNA Sacrifice, puis Roxxi à Slammiversary VIII. Elle le perdra lors d'un match avec pareille situation face à Angelina Love, pour s'être faite disqualifier à cause de l'intervention d'une femme casquée (le titre changea de main sur décision de l'arbitre, du fait de la stipulation spéciale) avant que le titre lui soit rendu lors de l'Impact! suivant. Lors de l'Impact! du 27 juillet 2010, Rayne perdra le titre de Championne des Knockout contre Angelina Love le 9 août. Elle perd l'oportunité de devenir championne des knockout face à Angelina Love Velvet Sky et Tara, cette dernière devinrent championne. Elle gagnera finalement le titre à l'Impact suivant car Tara le perdra volontairement. Lors du PPV Genesis 2011, elle conserve son titre contre Mickie James. Lors de Against All Odds, elle bat Mickie James dans un Last Knockouts Standing Match pour conserver sa ceinture. Depuis le 17 février, toutes les semaines, Madison défie n'importe quelle TNA Knockout de la Terre de l'affronter, elle a battu, Jessica Kresa, Roxxi, Alissa Flash et elle a défié Mickie James à l’affronter.
Lors de Lockdown 2011, elle perd son titre très rapidement face à Mickie James (en 36 secondes, le temps pour Mickie James de projeter 4 fois Rayne dans la cage et de porter son DDT et de couvrir Rayne pour gagner). Plus tard à Impact, elle demande son rematch lors de Sacrifice, chose que James accepte, mais à une seule condition, si elle gagne le contrat liant Madison et Tara sera brisé !
Lors de Sacrifice (2011), elle perd contre Mickie James à la suite d'une intervention de Tara à la fin du combat. Elle ne récupère donc pas son titre et en plus ne peut plus être associée à Tara. Lors de l'Impact Wrestling du 14 juillet 2011, elle affronte Tara. Cette dernière apporte un cadeau à Madison, lui disant qu'elle pourra l'ouvrir seulement à la fin de leur match. Cependant Madison, curieuse, ouvre le cadeau avant la fin du match et y découvre la mygale de Tara; Madison est terrorisée, et Tara en profite pour lui faire sa prise de finition et remporter le match. Madison Rayne perd face à Mickie James pour devenir challengeuse numéro 1 au titre de Winter mais gagna plus tard un match contre Tara pour être dans un Fatal-Four-Way à Bound For Glory pour le titre de Winter comprenant Mickie James et Velvet Sky. Lors de Bound for Glory (2011), elle perd contre Velvet Sky et ne remporte pas le championnat des Knockout dans un match qui comprenait aussi Winter et Mickie James.

#### Alliance avec Gail Kim, Championne par équipes, championne féminine (2011-2012)

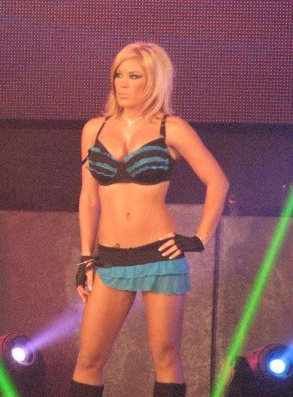
Rayne en 2009

Le 20 octobre, Gail Kim fait son retour à la TNA sur le ring accompagné par Karen Jarrett et Madison Rayne, une nouvelle alliance se forment. Le 27 octobre, Gail Kim bat Tara. Le 3 novembre, elle et Gail Kim battent Tara et Brooke Tessmacher et remportent les TNA Knockout Tag Team Championship. Lors de l'Impact du 10 novembre, elle et Gail Kim battent Velvet Sky et Mickie James et conservent leurs titres. Le 17 novembre, elle arrive en dernier dans un Gautlet Match mais perd par le Roll up de Mickie James qui devient l'aspirant au titre des Knockouts. Quelques semaines après Genesis, Gail Kim et Madison ne s'entende plus et se dispute fréquemment à la suite d'une dispute avec Sting qui a forcé Gail Kim à se battre face à Mickie James pour le Knockout Championship, mais Gail conserve son titre. Lors de Against All Odds 2012, elle accompagne Gail à son match face à Tara, mais à cause d'une dispute pendant que Gail était sur le ring, Madison s'en va donc en backstage. Gail a conservé son titre. Lors de l'Impact du 8 mars, Gail Kim et elle perdent contre Eric Young et ODB et perdent leurs titres. Lors de l'Impact du 15 mars, elle gagne contre Velvet Sky.
Lors du PPV Victory Road 2012 Elle perd contre Gail Kim pour le TNA Women's Knockout Championship.Lors de impact du 29 mars, elle perd contre Velvet Sky . Lors de l'Impact Wrestling du 5 avril, elle perd un Knockouts Challenge Match que remporte Velvet Sky et ne devient pas challenger no 1 au TNA Knockouts Championship. Lors de l'Impact Wrestling du 24 mai, Gail Kim et elle battent ODB et Eric Young mais les titres n'étaient pas en jeux.Lors du PPV Hardcore justice du 12 août 2012,Madison bat Miss tessmacher et gagne le Tna knockout Title pour la 4e fois.Le 16 août 2012, Madison perd son titre contre Miss Tessmacher dans un Special Guest Referee Match avec Taryn Terrell comme arbitre.

#### Congé maternité et départ (2013)
Le 17 mars 2013 sur son compte Twitter, Madison Rayne annonce qu'elle et son mari attendent leur premier enfant, ce qui explique son retrait temporaire du ring. Elle quitte donc la TNA le 3 juillet 2013.

### Retour à la Total Nonstop Action Wrestling (2013-2017)

#### Retour, Championne des Knockout et perte du titre (2013-2014)
Elle effectue son retour à Impact le 12 décembre 2013 en aidant ODB face aux attaques de la championne des Knockout Gail Kim et Lei'D Tapa lors de l'enregistrement du 21 novembre et effectue par la même occasion un face turn. Le 19 décembre lors d'Impact, Rayne et ODB battent Gail Kim et Lei'D Tapa. Le 2 janvier 2014 à Impact, Madison bat Gail Kim dans un match où le titre des Knockout n'était pas en jeu.
Le 16 janvier 2014 lors de Genesis, Madison Rayne bat Gail Kim et devient championne des Knockout pour la 5e fois de sa carrière, un record. Le 30 janvier lors de l'épisode d'Impact Wrestling à Glasgow en Écosse, Velvet Sky et Madison Rayne battent l'équipe composée de Gail Kim et Lei'D Tapa. Lors de l'Impact Wrestling du 27 février, Rayne et Velvet Sky perdent face à Alpha Female & Lei'D Tapa. À la fin du match, Gail Kim & Chris Sabin viennent les attaquer, mais ODB viendra les sauver. Le 6 mars lors d'Impact, Madison, ODB et Sky battent Gail Kim, Lei'D Tapa et Alpha Female. Lors de Lockdown, Madison Rayne bat Gail Kim et conserve son titre dans un match en cage. Le 27 mars à Impact, Madison Rayne perd contre Angelina Love dans un match où son titre n'était pas en jeu. Son amie Velvet Sky l'a attaqué à l'extérieur du ring, effectuant un heel-turn pour reformer les Beautiful People avec Love, également heel. Le jeudi 3 avril lors d'Impact, Madison et Brittany perdent face aux Beautiful People. Le 17 avril à Impact, Madison bat Velvet Sky dans un street fight match. Lors de l'Impact suivant, Rayne et Gail Kim font équipe pour affronter les Beautiful People mais elles perdront ce match.
Le 27 avril à Sacrifice, Madison Rayne perd son titre face à Angelina Love. Le 5 juin à Impact, elle perd son match revanche contre Angelina Love et ne regagne pas le titre des Knockout. La semaine suivante, elle perd contre Brittany et Gail Kim au profit de cette dernière dans un match triple menace pour devenir challengeuse n°1 au titre d'Angelina Love. Le 10 juillet à Impact, elle perd un fatal 4-way avec le titre en jeu contre Angelina Love, Brittany et Gail Kim, qui conserve sa ceinture. Le 17 juillet à Impact, Madison Rayne bat Brittany dans un match sans disqualification et sans décompte à l'extérieur. Le 27 août à Impact, elle perd face à Taryn Terrell et ne devient pas challengeuse au titre des Knockout. Le 8 octobre à Impact, elle bat Angelina Love et Taryn Terrell dans un combat triple menace pour devenir prétendante n°1 au titre des Knockout. La semaine suivante à Impact, elle perd contre Havok et ne remporte pas la ceinture.

#### Diverses rivalités, commentatrice et départ (2015-2017)
Lors de l'épisode d'Impact du 30 janvier 2015, Madison Rayne perd un match triple menace pour le titre des Knockout que la championne Taryn Terrell conserve; Gail Kim était l'autre participante de ce match. Lors d'un épisode 100% Knockout d'Impact le 24 avril, Madison Rayne perd un fatal 4-way pour une place de challengeuse n°1 au titre contre Angelina Love, Gail Kim et Brooke que cette dernière remporte. Le 2 septembre à Impact, Madison et Angelina Love sauvent Velvet Sky d'une attaque des membres de Dollhouse, Rebel, Jade et Marti Belle. Le 30 septembre à Impact, Madison et Velvet perdent un match handicap contre Marti Belle, Jade et Rebel.
Le 29 mars 2016 à Impact, Madison Rayne bat son ancienne alliée Velvet Sky, et obtient un match de championnat. Le 5 avril à Impact, Madison Rayne participe à un match triple menace pour le titre des Knockout contre Gail Kim et Jade que cette dernière gagne. Lors de l'épisode d'Impact du 25 août, Madison Rayne combat dans un five-way match contre la championne Sienna, Marti Bell, Jade et Allie que cette dernière gagne. Depuis le mois de septembre, Madison Rayne commentent les matchs des Knockouts aux côtés des autres commentateurs d'Impact Wrestling.
Le 3 juillet 2017, elle quitte la compagnie.

### Ring of Honor (2017-2019)
Le 15 avril 2018 lors de ROH Masters of the craft, elle perd avec Jenny Rose et Brandi Rhodes contre Tenille Dashwood, Sumie Sakai et Deonna Purrazzo. Le 3 septembre lors de ROH TV, elle perd contre Sumie Sakai et ne remporte pas le Women of Honor Championship. Le 4 novembre lors de ROH Survival of the Fittest 2018, elle bat Britt Baker.
Le 24 janvier 2019 lors de Road to G1 Supercard - Day 1, elle bat Holidead. Le 28 février 2019, elle quitte la ROH, n'étant pas satisfaite de sa position dans la fédération.

### Deuxième retour à Impact Wrestling (2017-2018)

#### Retour, Rivalité avec Su Yung et départ (2017-2018)
Le 17 mai 2018 elle effectue son retour à Impact en venant en aide à Kiera Hogan qui se faisait malmener par Tessa Blanchard. Le 24 mai à Impact, elle confronte Tessa Blanchard disant qu'elle compte la remettre à sa place. Le 31 mai à Impact, elle bat Tessa Blanchard. 
Le 21 juin à Impact, elle bat Taya Valkyrie. Le 28 juin à Impact, elle bat Tessa Blanchard, après le match, elle est attaquée par Su Yung et ses Undead Bridesmaids mais elle sera secourue par Allie. Le 5 juillet à Impact, Madison Rayne et Allie battent Su Yung et une de ses Undead Bridesmaids, au cours du match, Rayne fut attaquée par Tessa Blanchard.
Le 22 juillet lors de Slammiversary, elle perd par soumission contre Su Yung et ne remporte pas le Impact! Knockout Championship. Elle quitte Impact peu de temps après.

### All In (2018)
Le 1er septembre 2018 lors du show ALL IN, elle perd un Fatal-4 Way match contre Tessa Blanchard impliquant également Britt Baker et Chelsea Green.

### World Wrestling Entertainment (2018)
En juillet 2018, elle est annoncée comme participante au Mae Young Classic 2018 sous le nom de Ashley Rayne.
Le 12 septembre, elle est éliminée du tournoi Mae Young Classic (2018) lors du premier tour par Mercedes Martinez.

### Troisième retour à Impact (2019-2022)

#### Retour et Alliance avec Kiera Hogan (2019-2020)
Le 1er mars 2019, après avoir quitté la ROH, elle signe un nouveau contrat avec Impact Wrestling.
Le 5 avril, elle effectue son retour télévisé à Impact en perdant contre Jordynne Grace au cours d'un match déterminant la première aspirante au championnat des Knockouts. Le 12 avril à Impact, elle bat Tessa Blanchard à la suite d'une distraction de la part de Gail Kim.
Le 10 mai à Impact, elle bat Taya Valkyrie par soumission.
Le 14 juin à Impact, elle bat Jordynne Grace après une distraction de la part de Kiera Hogan. Le 12 juillet à Impact , elle perd un triple treat match au profit de Jordynne Grace qui incluait également Kiera Hogan, après le match elle attaque Jordynne Grace effectuant ainsi un Heel Turn pour la première fois depuis son retour. La semaine suivante, elle perd à nouveau un match triple menace mais cette fois ci au profit d'Havok, ce match incluait également la championne des knockouts Taya Valkyrie.
Le 3 août lors de Star Stuck, elle perd contre Jordynne Grace.

#### Commentatrice et retraite (2020-2021)
Mi-2020, Rayne passa plus de temps à la table des commentateurs avec son mari Josh Matthews et resta à l'écart des rings.
Le 10 novembre 2020 à Impact, elle effectue son retour dans le ring, perdant un match par équipe avec Tenille Dashwood face à Havok & Nevaeh.
Avant le show Hard To Kill, elle annonce sa retraite du monde de la lutte.

#### Retour et The Influence (2021-2022)
Le 12 août à Impact Wrestling, elle fait son retour en attaquant Taylor Wilde et en aidant Tenille Dashwood à remporter son match contre Wilde.

### All Elite Wrestling (2022-...)
Le 3 août 2022, la All Elite Wrestling annonce son arrivée comme coach de la division féminine.

## Vie privée
- Elle s'est mariée le 8 février 2011 à Jesse Cabot. Le 17 mars 2013, elle annonce sur son Twitter qu'elle est enceinte de son premier enfant. Le samedi 31 août 2013, elle accouche d'une petite fille, Charley. Rayne divorce de son mari l'année suivante.
- En août 2015, elle épouse Josh Mathews, commentateur à Impact Wrestling[41].

## Palmarès
- Ohio Championship Wrestling
  - OCW Women's Championship (2 fois)
- Ohio Valley Wrestling
  - OVW Women's Championship (1 fois, actuelle)
- Zero 1 USA
  - Zero 1 USA Women's Championship (1 fois)
- Dynamite Championship Wrestling
  - DCW Women's Championship (1 fois)[42]
- Shimmer Women Athletes
  - Shimmer Tag Team Championship (1 fois, première) - avec Nevaeh[2]
- Total Nonstop Action Wrestling
  - TNA Women's Knockout Championship (5 fois)
  - TNA Knockout Tag Team Championship (3 fois) - avec Lacey Von Erich et Velvet Sky (1 fois), Gail Kim (1 fois) et Tenille Dashwood (1 fois)

### Récompenses de magazines
- Pro Wrestling Illustrated

| Année | 2009 | 2010 | 2011 | 2012 | 2013        | 2014 | 2015 | 2016 | 2017        | 2018 | 2019 | 2020 à 2022 | 2023 |
| ----- | ---- | ---- | ---- | ---- | ----------- | ---- | ---- | ---- | ----------- | ---- | ---- | ----------- | ---- |
| Rang  | 19   | 6    | 5    | 15   | Non classée | 11   | 27   | 27   | Non classée | 74   | 59   | Non classée | 137  |